# 플로리안 노이하우스
플로리안 크리스티안 노이하우스(독일어: Florian Christian Neuhaus, 1997년 3월 16일 ~ )는 독일의 축구 선수로, 현재 보루시아 묀헨글라트바흐와 독일 축구 국가대표팀에서 미드필더로 활약하고 있다.